# Wolmars krets

Wolmars krets läge i guvernementet Livland.

Wolmars krets (lettiska: Valmieras apriņķis, estniska: Volmari kreis, tyska: Wolmarsche Kreis, ryska: Вольмарский уезд), var en av nio kretsar som guvernementet Livland i Kejsardömet Ryssland var indelat i. Den var belägen i den mellersta delen av guvernementet, ett område som idag utgör en del av norra Lettland samt en mindre del av södra Estland. Huvudort var Valmiera (tyska: Wolmar).